# Святий Грааль

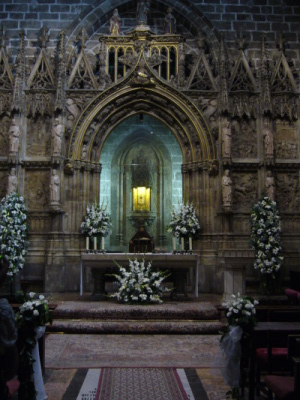
Один із кандидатів на Святий Грааль у Валенсії

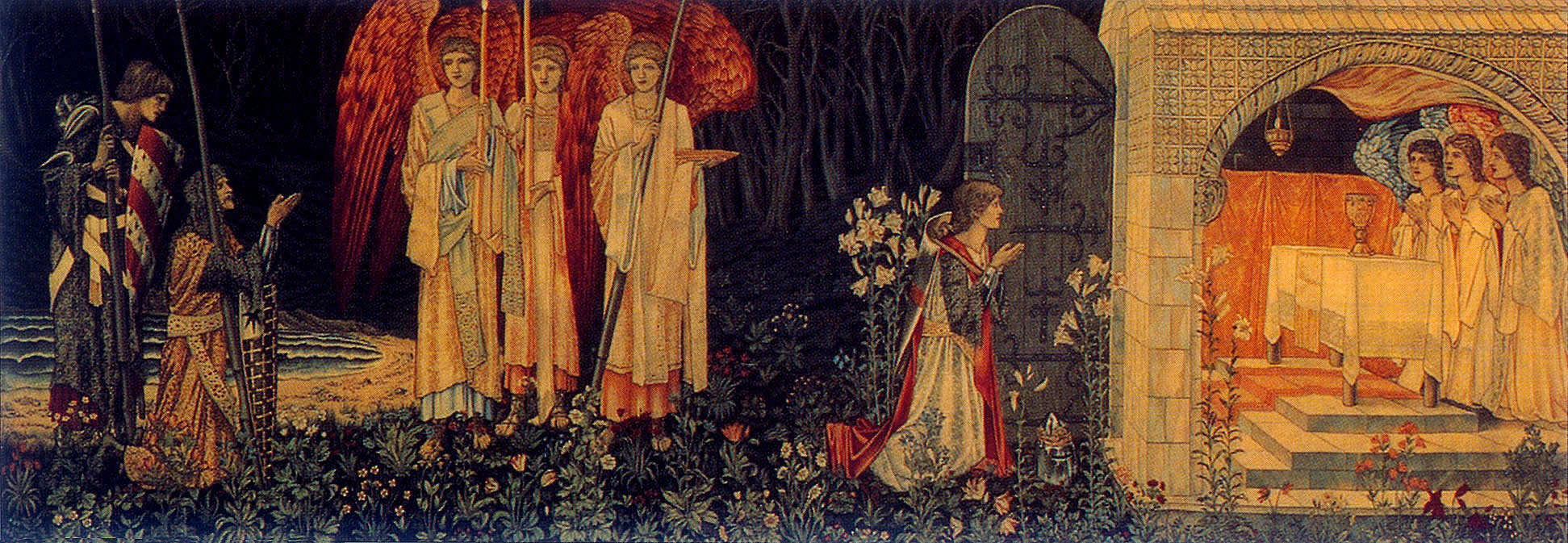
Галахад, Борз і Персиваль добралися до Грааля

Діва Святого Грааля Данте Габріеля Россетті

Святи́й Гра́аль — гіпотетична християнська святиня, за легендою наділена надзвичайними силами. За деякими уявленнями, грааль — не матеріальний предмет, а священний символ жінки й матері[джерело?]. Ватикан визнав місце розташування його в катедральному соборі Валенсії.

## Походження
З приводу походження Святого Грааля існують різні погляди. Вважають, що це камінь або дорогоцінна реліквія з золота. Згідно з іншою поширенішою версією, це чаша (кубок), з якої Ісус Христос причащався на Таємній вечері. Послідовники Спасителя буцімто зберегли кілька краплин крові розп'ятого Христа.
Легенда про Святий Грааль має язичницьке коріння й веде свій відлік від стародавнього індоєвропейського міфу про магічний кубок — символ життя і відродження. Лише набагато пізніше міф набув християнського осмислення.

## Оповіді про Святий Грааль
Перші варіанти оповіді про Святий Грааль належать провансальському поету-трубадуру Кретьєну де Труа та його земляку, також поету Роберу де Борону. У ті часи (80-ті роки XII ст.) письменники зазвичай посилалися на якесь джерело. Так, де Борон посилається на дані старовинного рукопису, де розповідається про те, що Ісус дав Йосифу Арімафейському чашу Тайної вечері, після чого Йосиф та його сестра з чоловіком покинули Палестину й облаштувалися в одній із країн Західної Європи, продовжуючи проповідувати християнство.
Провансальцям наслідує німець Вольфрам фон Ешенбах (90-ті роки XII ст.), творець безсмертного «Парсіфаля». У цій поемі міннезінгер стверджує, що чашу Грааля зберігає такий собі лицарський орден «Templaisen», що нагадує спотворене тамплієри. Доля і таємниці ордена тісно переплетена з долею прихильників вчення катарів — альбігойцями. Історія могутнього та багатого Ордену лицарів Храму — це майже двохсотрічна низка перемог і поразок у боротьбі з воїнами ісламу, і нарешті у 1310—1313 роках його розгромив віроломний французький король Філіпп IV Вродливий за активною участю Папи Римського Климента V.
Те, що оповідь про Грааль пов'язана з певними стародавніми секретними окультними товариствами, які володіли таємними знаннями, важко як довести, так і спростувати.

## У сучасній філософії та літературі
- Поняття «Грааль» виходить за рамки поширених поглядів і знаходить оригінальне та ясне вираження в праці німецького натурфілософа О. Е. Бернхардта (1875—1941), який під ім'ям Абд-ру-шин написав грандіозний твір «У Світлі Істини. Послання Грааля», де автор вказує, що «Святий Грааль» не має матеріального коріння і не є предметом із релігійних переказів, але завжди був найвищою Духовною субстанцією, вічним Джерелом Сили, що породила і підтримує Всесвіт. Це місце зв'язку джерела первісної Сили зі Світом, точка виливу Божественної Сили у Творіння для його підтримки й безперервного формування. Давні поети та містики, сприймаючи духовні образи згори, спотворили суть і надали поняттю про Грааль риси, які були близькі їм самим, що жили у свою епоху, у часи галантних лицарів чи таємних містичних орденів. У співзвуччі з легендою, Святий Грааль набуває сенсу як Виток Творіння, яке щорічно оновлюється первісною енергією, без якої усе ослабне й загине.